# Evangelische Stadtkirche Pforzheim

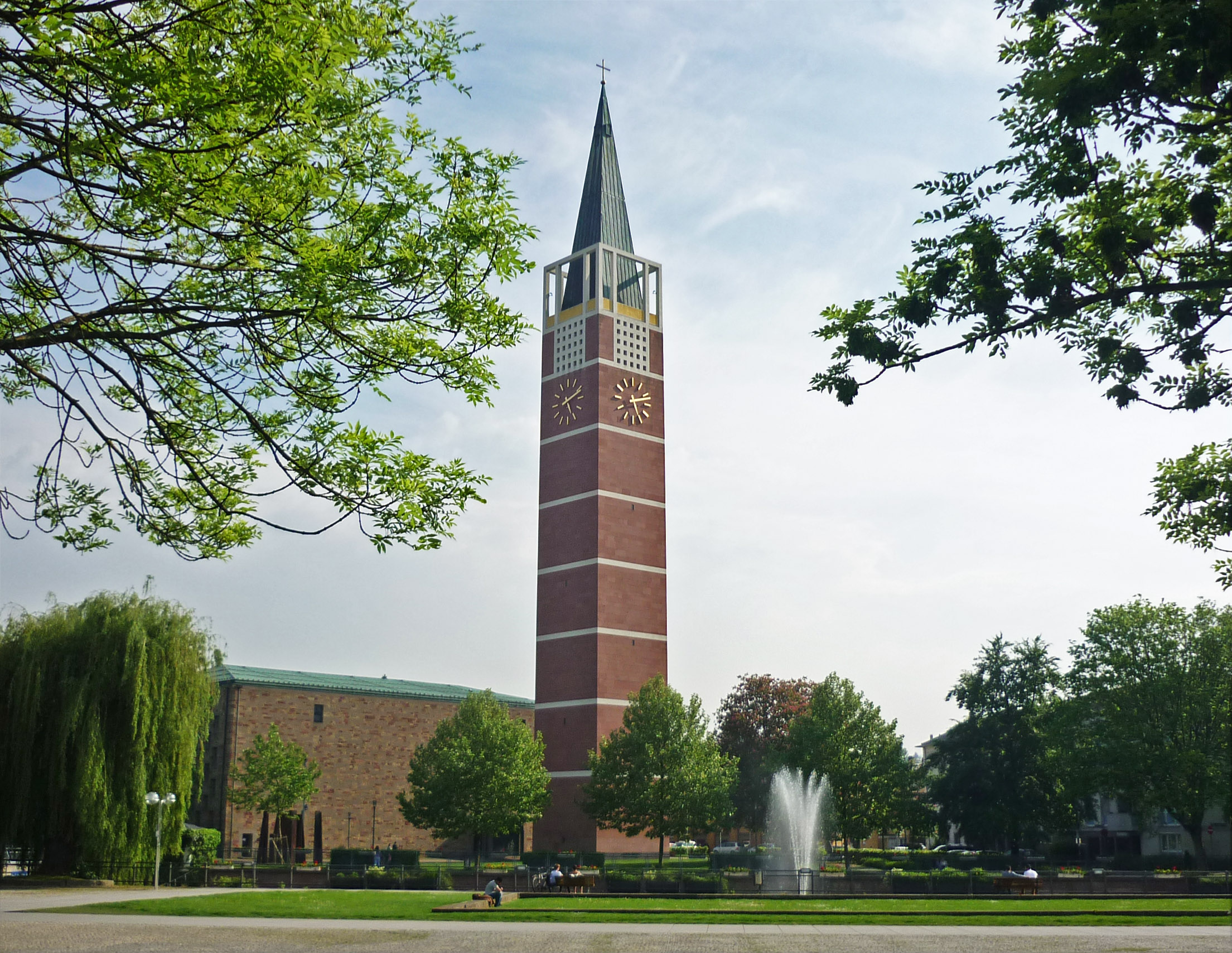
Evangelische Stadtkirche in Pforzheim

Die Evangelische Stadtkirche in Pforzheim in Baden-Württemberg ist die evangelische Hauptkirche der Stadt. Die 1968 eingeweihte Kirche ist bereits die vierte Stadtkirche, nachdem seit der Reformation drei Vorgängerbauten durch Kriege und Brände zerstört worden waren.

## Geschichte

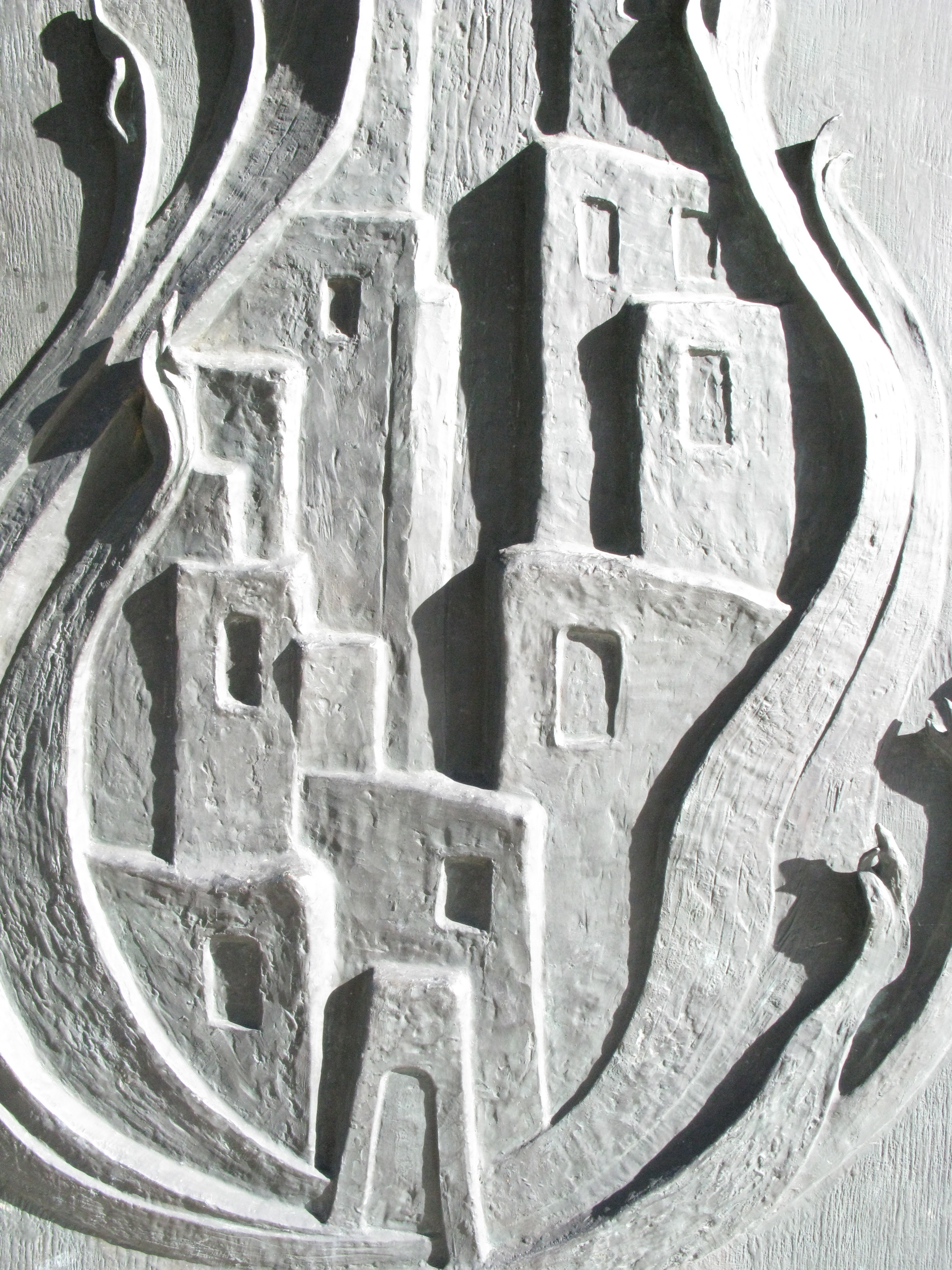
Die Zerstörung der Stadt ist Motiv der Bronzetüren der Kirche von Ulrich Henn

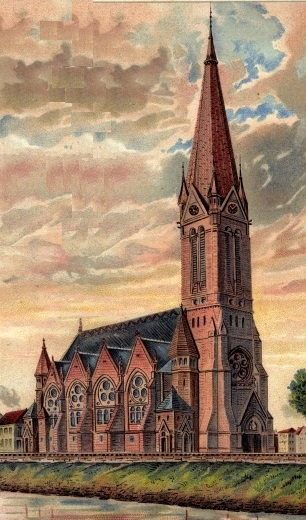
Neugotische Stadtkirche von 1899

Die erste evangelische Stadtkirche in Pforzheim war ab 1586 die ehemalige Dominikanerkirche, die 1689 im Pfälzischen Erbfolgekrieg zerstört wurde. Ein Nachfolgebau von 1711 wurde 1789 durch Brand vernichtet. Es gab zwar rasch Pläne zum Bau einer neuen Stadtkirche, doch für lange Jahre diente die Pforzheimer Schlosskirche als Ersatz. Nach sehr langwierigen Verhandlungen konnte erst 1899 an anderer Stelle eine neue Stadtkirche, heute Alte Stadtkirche genannt, eingeweiht werden, die beim Luftangriff auf Pforzheim am 23. Februar 1945 zerstört wurde. Ein Lindenholzkruzifix aus der alten Stadtkirche konnte gerettet werden und befindet sich heute in der Auferstehungskirche. Im Stadtmuseum Pforzheim werden einige vom Brand stark beschädigte Abendmahlskelche gezeigt. 
Ab 1960 begannen Entwürfe für den Neubau einer Stadtkirche, die sich im Wesentlichen an den strengen Formen der nach dem Krieg komplett neu erstandenen Stadtmitte Pforzheims orientieren, gleichzeitig aber auch unter den profanen Neubauten hervorragen sollte. Unter 46 eingereichten Entwürfen wurde der Entwurf vom Trierer Baurat Heinrich Otto Vogel, der den Zweiten Platz erreicht hatte, schließlich realisiert. Baurat Vogel hat in Trier den Wiederaufbau der Konstantinbasilika verantwortet, was sich deutlich in der Gestaltung der Stadtkirche Pforzheim zeigt. Ursprünglich sollte der Turm der kriegszerstörten alten Kirche miteinbezogen werden. Da dieser jedoch den statischen Erfordernissen nicht mehr genügte, entschloss man sich zu einem kompletten Neubau.
Da die Kirche in dem im 19. Jahrhundert umgestalteten und etwa fünf Meter hoch mit Erde aufgeschütteten Talgrund am Zusammenfluss von Nagold und Enz liegt, musste bei Beginn der Bauarbeiten erst eine sechs bis sieben Meter tief reichende Pfahlgründung aus 90 Betonpfählen errichtet werden, die die Mauern der Kirche trägt. Der Turm wurde aufgrund seines immensen Gewichts nicht auf Pfähle gestellt, sondern erhielt ein etwa sieben Meter tiefes Fundament, das direkt bis auf den Felsuntergrund reicht.
Die Grundsteinlegung fand am 20. März 1965 statt, Richtfest war im April 1966, die Glocken wurden im Juni 1967 eingesetzt und zu Beginn des Jahres 1968 begann der Einbau der Orgel. Die Kirche wurde am 21. April 1968 eingeweiht.
Seit 2005 befindet sich in der Stadtkirche ein Nagelkreuz von Coventry.

## Beschreibung

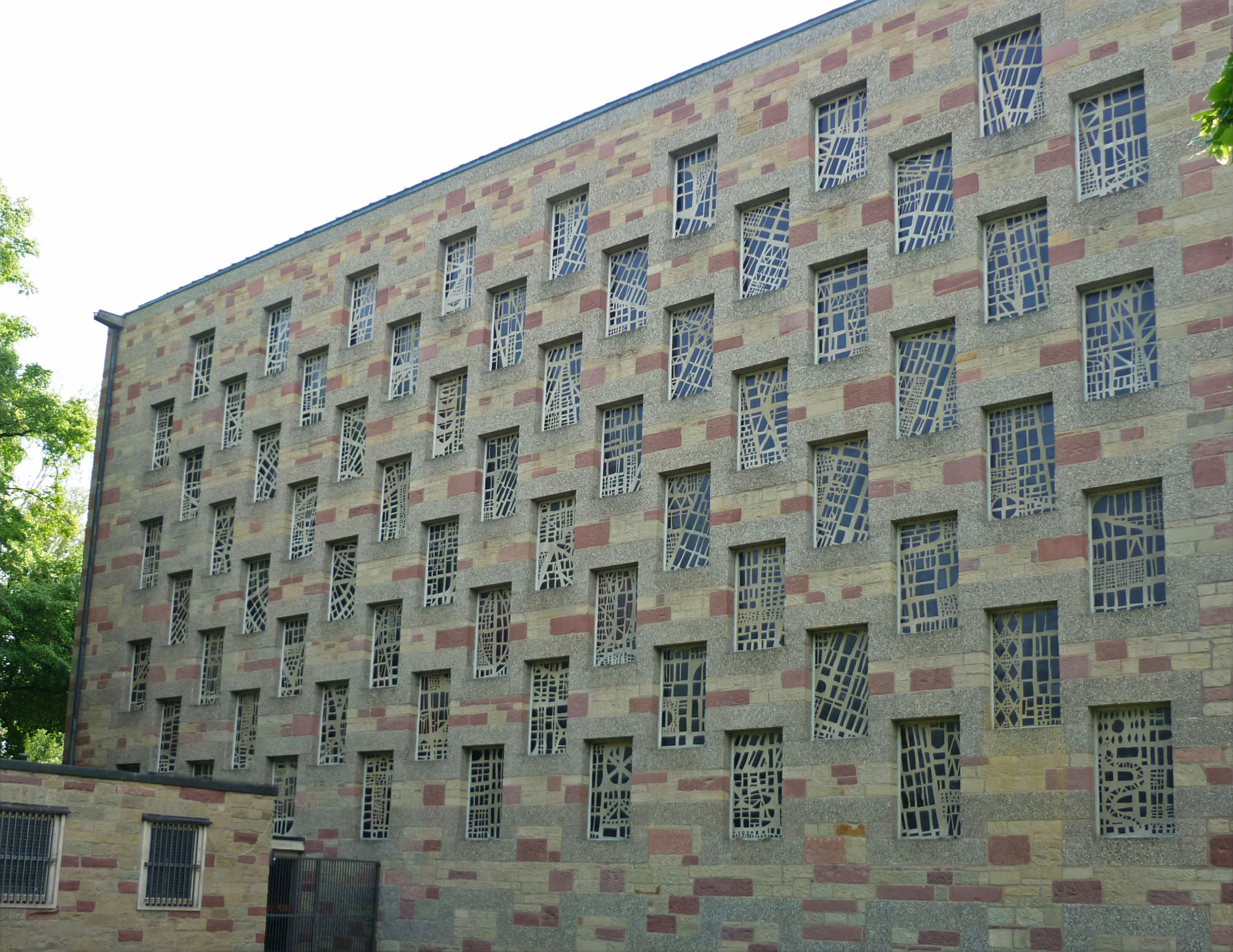
Eine der Außenwände mit Glasfenstern von Wolfgang Kappis

Die Stadtkirche ist ein zweischiffiger Kirchenbau. Das Hauptschiff bietet 560 Plätze in der Mitte, die zu besonderen Anlässen auf die doppelte Platzzahl erweitert werden können. Im Seitenschiff, als Werktagskirche bezeichnet, gibt es ebenerdig weitere 200 und auf der Empore, auf der sich auch die Orgel befindet, nochmals 240 Plätze.
Das Mauerwerk der Kirche besteht aus einer nach außen mit gelben Sandsteinen aus Abbruchmaterial des Stuttgarter Kronprinzenpalais und roten Sandsteinen der alten Pforzheimer Stadtkirche verblendeten Stahlbetonkonstruktion. Im Innern ist das Mauerwerk mit groben Ziegeln verblendet. Das Ziegelwerk im Inneren kontrastiert mit Sichtbetonpfeilern und mit dem Holz der Deckenverkleidung. Die 111 farbigen Fenster im Hauptschiff schuf Wolfgang Kappis, die Fenster in der Werktagskirche schuf Hans Gottfried von Stockhausen. Die Decke ist eine holzverkleidete Spanndecke aus 27 Meter langen Holzfachwerkbindern und einem Kupferdach. Die Bronzetüren der Kirche weisen auf die Zerstörung Pforzheims im Zweiten Weltkrieg hin, jedoch stellen sie die Geschichte von Sodom dar. Rechts ist die brennende Stadt zu sehen, links oben Familie Lot wie sie die Stadt verlässt und Frau Lot in der Mitte, die zur Salzsäule erstarrt, den Türgriff bildet und das Geschehen begreifbar macht. Neben dem Portal der Kirche schuf Ulrich Henn auch das weithin bekannte Altarkreuz, die Kanzel sowie einen Schlüssel, der bei der Einweihung überreicht wurde.
Die Orgel der Kirche wurde bei G. F. Steinmeyer & Co. in Oettingen gebaut.
Das Sockelgeschoss des freistehenden, etwa 80 Meter hohen Turmes ist als Rastkapelle eingerichtet. Ein darin befindlicher Christuskopf stammt von dem Pforzheimer Künstler Willi Seidel, der auch den Altarraum und den Taufbereich gestaltet hat. 

## Glocken
Im Turm der Stadtkirche hängt ein sechsstimmiges Geläut, das 1964/65 von Karl Stumpf in der Karlsruher Glockengießerei Gebr. Bachert gegossen wurde. Es hat die Töne gis°, h°, cis′, dis′, fis′ und gis′. In der Melodielinie erklingt ein ausgefülltes Ilanzer Motiv.
1 Große Glocke oder Christusglocke  gis°-2 5570 kg  2040 mm 21.05.1965  
2 Totenglocke h°±0 3325 kg 1725 mm 21.05.1965  
3 Gebetsglocke cis’±0 2145 kg 1505 mm 02.10.1964  
4 Vaterunserglocke dis’±0 1570 kg 1344 mm 22.01.1965  
5 Trauungsglocke fis’+2 1028 kg 1135 mm 11.12.1965  
6 Taufglocke gis+1   818 kg 1042 mm 11.12.1965 